# Stampfstag

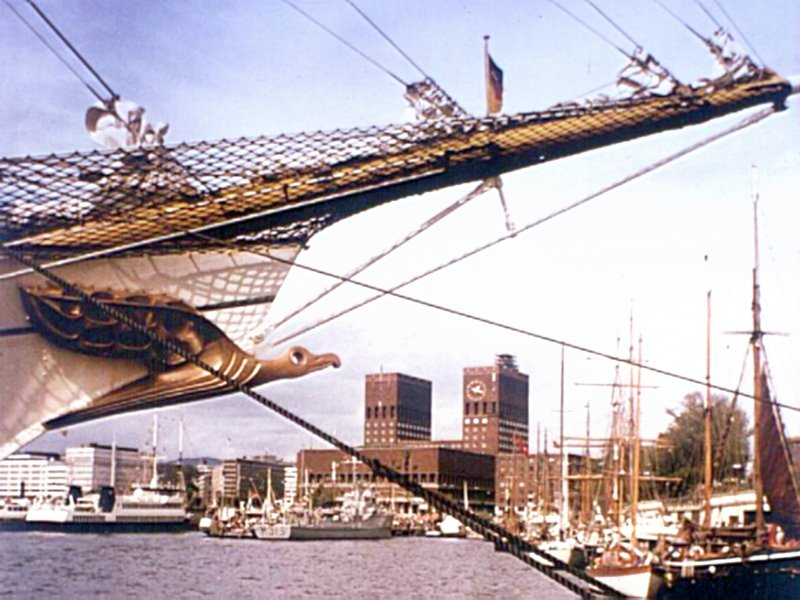
Stampfstage der Gorch Fock

Ein Stampfstag ist Teil der Takelage eines Segelschiffes. Es wird zum stehenden Gut gerechnet. Es ist zwischen dem Bugspriet bzw. dem Klüverbaum und dem Vorsteven des Bugs gespannt und besteht aus einem starken Tau aus Natur- oder Kunstfaser, einem Stahlseil oder einer Kette.

## Aufgaben
Das Stampfstag nimmt die Zugkräfte auf, die durch die Stage des Vormastes auf das Bugspriet oder den Klüverbaum einwirken, und stützt diese Spiere nach unten ab.
Stampfstage dienen bei größeren Seglern außerdem zum Befestigen von Netzen, die Besatzungsmitglieder bei Arbeiten am Bugspriet bzw. Klüver vor Abstürzen in das Wasser sichern.

## Varianten
Es können mehrere Stampfstage angebracht sein, wobei sie an verschiedenen Stellen des Bugsprietes, an dessen Spitze oder in der Mitte, und des Rumpfes ansetzen können.
Zur Verbesserung der Winkelverhältnisse kann ein Stampfstag über die Spitze eines Stampfstockes, einer festen, rechtwinklig vom Bugspriet nach unten ragenden Spiere zum Bug geleitet werden, wodurch es einen Knick erfährt.
Neben mittigen unpaaren können auch seitliche paarige Stage das Bugspriet versteifen, dort auch mit einer querlaufenden Spiere ähnlich dem Stampfstock versehen.